# کاپیتول ایر
کاپیتول ایر (به انگلیسی: Capitol Air) یک شرکت هواپیمایی با کد یاتا CL بود که در تاریخ ۱۹۴۶ میلادی تأسیس شد.
قطب این شرکت هواپیمایی در فرودگاه بین‌المللی جان اف کندی قرار داشت.